# A Northern Light
A Northern Light (Uma Luz ao Norte, no Brasil; O Último Verão em Glenmore, em Portugal) é o segundo romance da escritora estadunidense Jennifer Donnelly, publicado em 2003. É baseado num crime real acontecido em 1906 nos Estados Unidos.
No dia 12 de julho de 1906, o corpo de uma jovem chamada Grace Brown foi tirado das águas do lago Big Moose (Big Moose Lake) nas montanhas Adirondack. O barco no qual estava, foi encontrado emborcado e flutuava nas águas de uma baía isolada. Não havia sinal de seu companheiro. A morte de Grace Brown parecia acidente. Conforme descobririam mais tarde, era solteira e estava grávida, e o homem que a levara para passear de barco era pai de seu filho. Sua vida inspirou Jennifer Donnelly, que de sua história, fez um romance.
Em 2003, A Northern Light recebeu o Los Angeles Times Book Prize.